# Alfred Peet
Alfred Peet (Alkmaar, 10 maart 1920 – Ashland (Oregon), 29 augustus 2007) was een Nederlands-Amerikaanse koffiebrander. In de beschrijvingen van verschillende koffiehistorici staat hij bekend als de Nederlander die Amerika koffie heeft leren drinken.
Peet was de zoon van een koffiehandelaar uit Alkmaar. In de jaren vijftig emigreerde hij naar Californië in de Verenigde Staten. Hij was een liefhebber van goede koffie. In de VS stelde hij vast hoe slecht de koffie daar was. In plaats van arabica-bonen gebruikte men er robusta-bonen, een mindere kwaliteit. Ook waren de koffiebonen te licht gebrand.
Door betere bonen uit onder andere Indonesië te importeren en die beter te branden bracht hij daar verandering in. Hij opende in de universiteitsstad Berkeley (Californië) een eigen koffiebar, Peet's Coffee & Tea genaamd. De latere oprichters van koffiebarketen Starbucks (Gerald Baldwin, Zev Siegl en Gordon Bowker) waren er in de jaren zeventig kind aan huis.
In 1979 deed Peet zijn geesteskind Peet's Coffee & Tea van de hand. Tot aan zijn pensionering in 1983 gaf hij nog leiding aan de zaak. De firma zou in 1984 in handen van Starbucks komen.
Een interview met Peet is te zien in de Amerikaanse documentaire Coffee Culture USA, uitgebracht in 2008.
Peet overleed op 87-jarige leeftijd thuis aan de gevolgen van kanker.